# Delaware
Pour les articles homonymes, voir Delaware (homonymie).
Le Delaware (/də.la.wɛʁ/ ; /ˈdɛləwɛəɹ/) est un État de la côte est des États-Unis, bordé à l'ouest et au sud par le Maryland, au nord par la Pennsylvanie, à l'est par le New Jersey et l'océan Atlantique.
Le Delaware est communément surnommé « le premier État » puisqu'il est le premier à avoir ratifié la Constitution des États-Unis le 7 décembre 1787. Il est le deuxième plus petit État américain après Rhode Island et a la sixième plus petite population du pays avec 1 031 890 habitants en 2023. Sa capitale est Dover et sa ville la plus peuplée est Wilmington. L'État compte trois comtés.
Le Delaware est souvent décrit comme un paradis fiscal en raison de ses lois favorables aux entreprises et de ses faibles taxes. Environ 50 % des entreprises américaines cotées en bourse à New York ont leur siège au Delaware, fournissant environ un cinquième du revenu de l'État.

## Histoire
Avant que la côte ne soit explorée par les Européens au XVIe siècle, le Delaware était habité par plusieurs groupes d'autochtones américains, comprenant les Lenapes dans le nord et les Nanticokes dans le sud. Le nom « Delaware » provient du fleuve Delaware et de la baie, nommées en l'honneur de sir Thomas West (3e baron de la Warr), gouverneur de la colonie anglaise de Jamestown en Virginie en 1610.
L'esclavage est un problème clivant au Delaware pendant les années qui précèdent la guerre de Sécession. L'opposition à l'esclavage au Delaware, qui trouve ses racines chez les Quakers de Pennsylvanie, pousse beaucoup de propriétaires d'esclaves à les émanciper ; la moitié de la population noire de l'État est libre en 1810, et plus de 90 % sont libres en 1860. Cette tendance amène aussi des législateurs conservateurs à restreindre les organisations de noirs libres, et la police de Wilmington est accusée d'application rigoureuse de la loi à l'encontre des esclaves en fuite (en), tandis qu'un trafic se forme pour enlever des noirs libres parmi les grandes communautés dans tout l'État et les revendre dans des plantations plus au Sud[réf. nécessaire].
Pendant la guerre de Sécession, le Delaware est un État esclavagiste qui, néanmoins, reste au sein de l'Union. Le Delaware vote le 3 janvier 1861 de ne pas faire sécession. « Le Delaware avait été le premier État à embrasser l'Union en ratifiant la constitution et sera le dernier à la quitter », selon le gouverneur de l'époque. Bien que la plupart des citoyens du Delaware qui ont combattu pendant la guerre de Sécession l'ont fait dans des régiments de l'Union, quelques-uns ont servi dans des compagnies du Delaware du côté de la Confédération dans des régiments du Maryland et de Virginie.
Le gouvernement du Delaware n'a jamais formellement aboli l'esclavage pendant la guerre de Sécession ; cependant, une grande partie des propriétaires d'esclaves de l'État ont libéré leurs esclaves.
Deux mois avant la fin de la guerre, le 8 février 1865, le Delaware vote le rejet du 13e amendement de la constitution des États-Unis et vote en vain la poursuite de l'esclavage après la guerre de Sécession. Le Delaware ratifie symboliquement l'amendement le 12 février 1901, 38 ans après la proclamation d'émancipation d'Abraham Lincoln. L'esclavage au Delaware se termine seulement lorsque le 13e amendement prend effet en décembre 1865. Le Delaware rejette aussi le 14e amendement pendant la période de reconstruction.

### Chronologie
- 1631 : établissement des premiers colons néerlandais dans la région à Zwaanendael (ou Swaanendael, soit le « Val des Cygnes » en néerlandais, aujourd'hui Lewes).
- 1638 : la « Nouvelle-Suède » est proclamée alors que la couronne suédoise voit l'établissement de Fort Christina (aujourd'hui Wilmington) sous la gouverne d'un transfuge néerlandais, d'origine wallonne, Pierre Minuit.
- 1655 : Pieter Stuyvesant, à la tête d'un régiment de trois cents soldats de la Compagnie néerlandaise des Indes occidentales, prend Fort Christina et déplace le centre décisionnel régional vers Fort Casimir ; la Nouvelle-Suède est annexée à la Nouvelle-Néerlande.
- 1656 : la ville d'Amsterdam obtient la région en tant que patroonat. Fort Casimir devient Nouvelle-Amstel.
- 1664 : les Anglais s'emparent de la Nouvelle-Néerlande en prélude à la Deuxième guerre anglo-néerlandaise. Les colons néerlandais habitant les berges de la Delaware sont les seuls à résister.
- 1673 : durant la Troisième guerre anglo-néerlandaise, une flotte combinée hollando-zélandaise (la Hollande et la Zélande sont deux provinces des Pays-Bas) reprend l'ancienne colonie. La Nouvelle-Néerlande sera définitivement cédée à l'Angleterre l'année suivante.
- 1682 : la propriété du Delaware est accordée à William Penn par le duc d'York et fait partie intégrante de la colonie de Pennsylvanie.
- 1704 : les trois comtés du Delaware obtiennent une législature séparée.
- 1710 : premier conseil exécutif des trois comtés formant le Delaware.
- 1763-1767 : fixation définitive des frontières des trois comtés avec le Maryland et la Pennsylvanie.
- 1776 : le Delaware est une des treize colonies qui se révoltent contre la tutelle britannique et prend le nom officiel d'État du Delaware.
- 1787 : le 7 décembre, le Delaware fut le premier État à ratifier la Constitution des États-Unis, d'où son surnom de First State.
- 1792 : première Constitution du Delaware dont les premiers gouverneurs sont appelés « Président de l'État du Delaware ». Le Delaware est un État esclavagiste.
- 1813 : première église noire du Delaware sous le nom d'Union Church of Africans.
- 1861 : les électeurs du Delaware, État esclavagiste, refusent la sécession et demeurent dans l'Union.
- 1865 : huit mois après la fin de la Guerre de Sécession, le Delaware rejette le treizième amendement à la Constitution américaine et tente de garder l'esclavage.
- 1897 : adoption de la quatrième et actuelle Constitution du Delaware.
- 1901 : le Delaware ratifie le Treizième Amendement, 40 ans après la proclamation d'émancipation.
- 1972 : le Delaware devient le dernier État américain à interdire le châtiment du pilori[6].

## Géographie

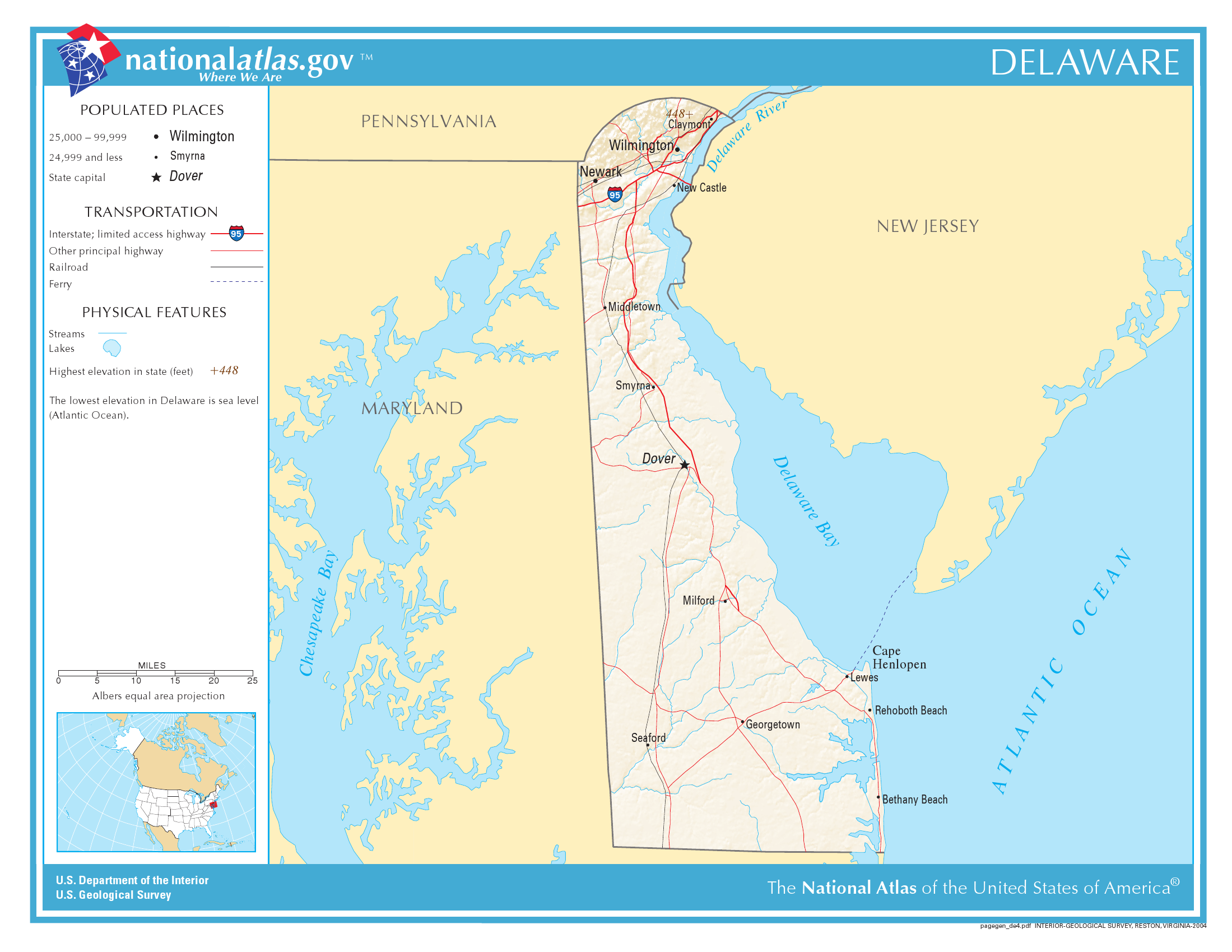
Carte du Delaware.

S'étendant sur 154 km de long pour 14 km à 56 km de large et totalisant 5 328 km2, le Delaware est le second plus petit État des États-Unis après Rhode Island. Il est peuplé de 873 092 habitants selon les estimations de 2008. Sa capitale est Dover et la ville la plus peuplée, Wilmington.
L'État du Delaware, avec le comté côtier est du Maryland et les deux comtés de Virginie, forme la Péninsule de Delmarva, qui s'étend vers le sud le long de la côte Atlantique. La définition de la frontière du nord de l'État est inhabituelle. La plus grande partie de la frontière entre le Delaware et la Pennsylvanie fut définie à l'origine par un arc de cercle s'étendant à 12 miles (19,3 km) de la coupole du palais de justice de la cité de New Castle. Cette frontière, souvent appelée the Twelve-Mile Circle (« le cercle des douze miles »), est la seule limite d'État circulaire des États-Unis.
Le Delaware occupe une plaine côtière s'étendant presque intégralement sur la péninsule de Delmarva (partagée avec le Maryland et la Virginie, d'où ce mot-valise comme nom de la péninsule). Son point culminant (137 mètres à Ebright Azimuth, près de Wilmington) est le deuxième plus bas de tous les États (le plus bas étant la colline Britton, en Floride, culminant à 105 mètres). Le Nord de l'État est vallonné mais au sud de New Castle, le sol se fait plat et sablonneux, et, quelquefois, marécageux. Une chaîne d'environ 20 mètres d'altitude s'étend à la frontière ouest de l'État et constitue la ligne orientale de partage des eaux de la Delaware. Les principaux cours d'eau sont la Christina et la Brandywine. La côte de la baie de la Delaware est marécageuse ; la côte atlantique est constituée de plages de sable et de quelques lagons peu profonds. Les ports principaux sont Wilmington, New Castle et Lewes.
La plus grande partie du Delaware se situe dans la plaine côtière atlantique et, de ce fait, le climat est tempéré par les effets de l'océan. Le tiers sud de l'État a un climat subtropical tempéré, caractérisé par des étés chauds et humides et des hivers doux. La partie centrale est une transition vers le Nord de l'État, qui a un climat continental chaud et reçoit parfois des chutes de neige.

## Aires protégées

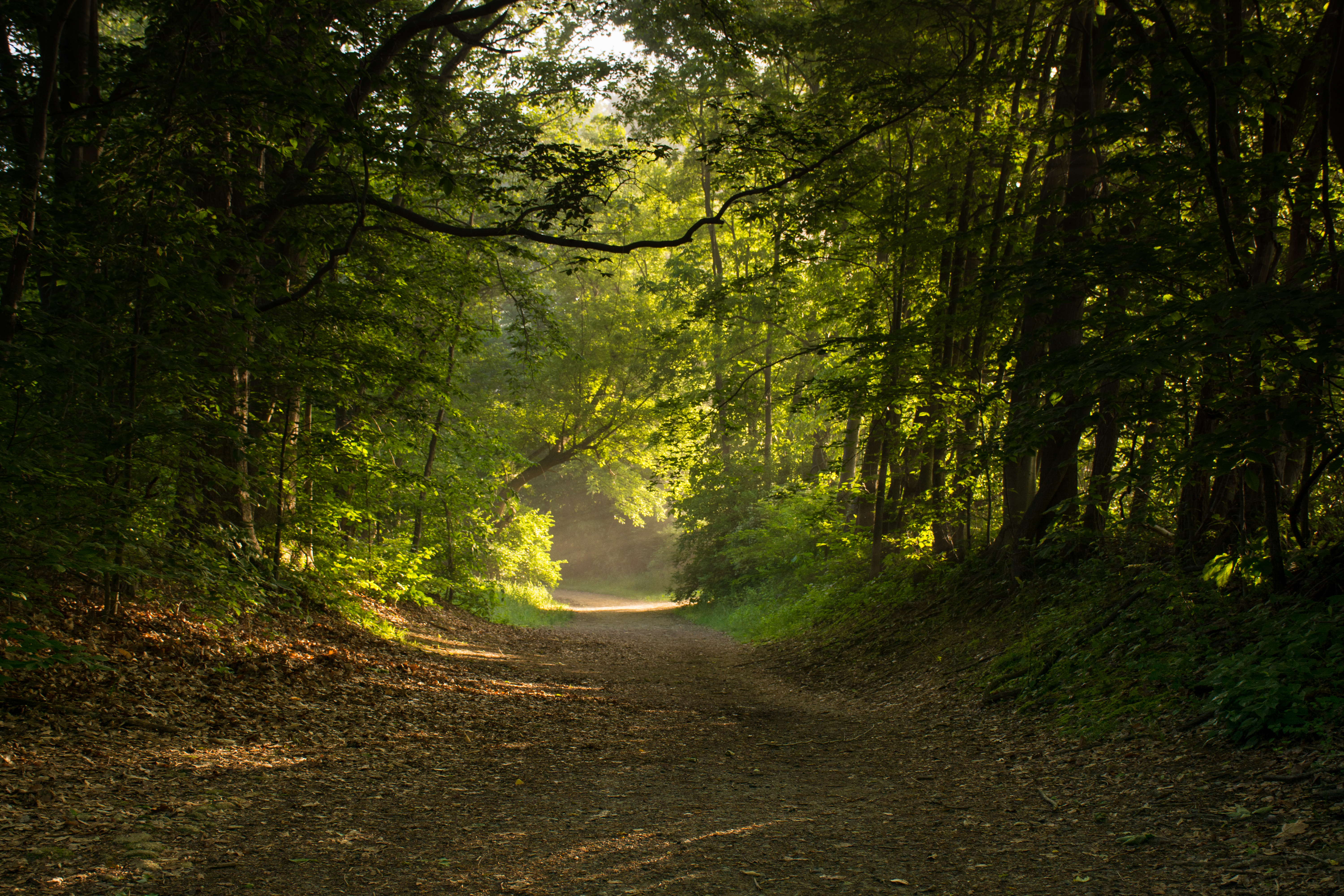
Le parc national First State.

Le National Park Service établit 3 aires protégées dans le Delaware :
- Captain John Smith Chesapeake National Historic Trail
- First State National Historical Park
- Washington–Rochambeau Revolutionary Route

## Subdivisions administratives

### Comtés
L'État du Delaware est divisé en 3 comtés qui sont, du nord au sud : New Castle, Kent, Sussex.

### Agglomérations
L'État est en partie intégré au BosWash, une mégalopole s'étendant sur plusieurs États du Nord-Est des États-Unis entre Boston et Washington.

#### Aires métropolitaines et micropolitaines
Le Bureau de la gestion et du budget a défini trois aires métropolitaines dans ou en partie dans l'État du Delaware.
| Zone urbaine                                | Population (2010)   | Population (2013)   | Variation (2010-2013) | Rang national (2013) |
| ------------------------------------------- | ------------------- | ------------------- | --------------------- | -------------------- |
| Philadelphia-Camden-Wilmington, PA-NJ-DE-MD | 538 479 (5 965 343) | 549 684 (6 034 678) | 2,1 % (1,2 %)         | (6)                  |
| Salisbury, MD-DE                            | 197 145 (373 802)   | 206 649 (385 438)   | 4,8 % (3,1 %)         | (135)                |
| Dover, DE                                   | 162 310             | 169 416             | 4,4 %                 | 240                  |

En 2010, tous les Delawariens résidaient dans une zone à caractère urbain.

#### Aire métropolitaine combinée
Le Bureau de la gestion et du budget a également défini une aire métropolitaine combinée en partie dans l'État du Delaware.
| Zone urbaine                             | Population (2010)   | Population (2013)   | Variation (2010-2013) | Rang national (2013) |
| ---------------------------------------- | ------------------- | ------------------- | --------------------- | -------------------- |
| Philadelphia-Reading-Camden, PA-NJ-DE-MD | 700 789 (7 067 807) | 719 100 (7 146 706) | 2,6 % (1,1 %)         | (8)                  |

### Municipalités

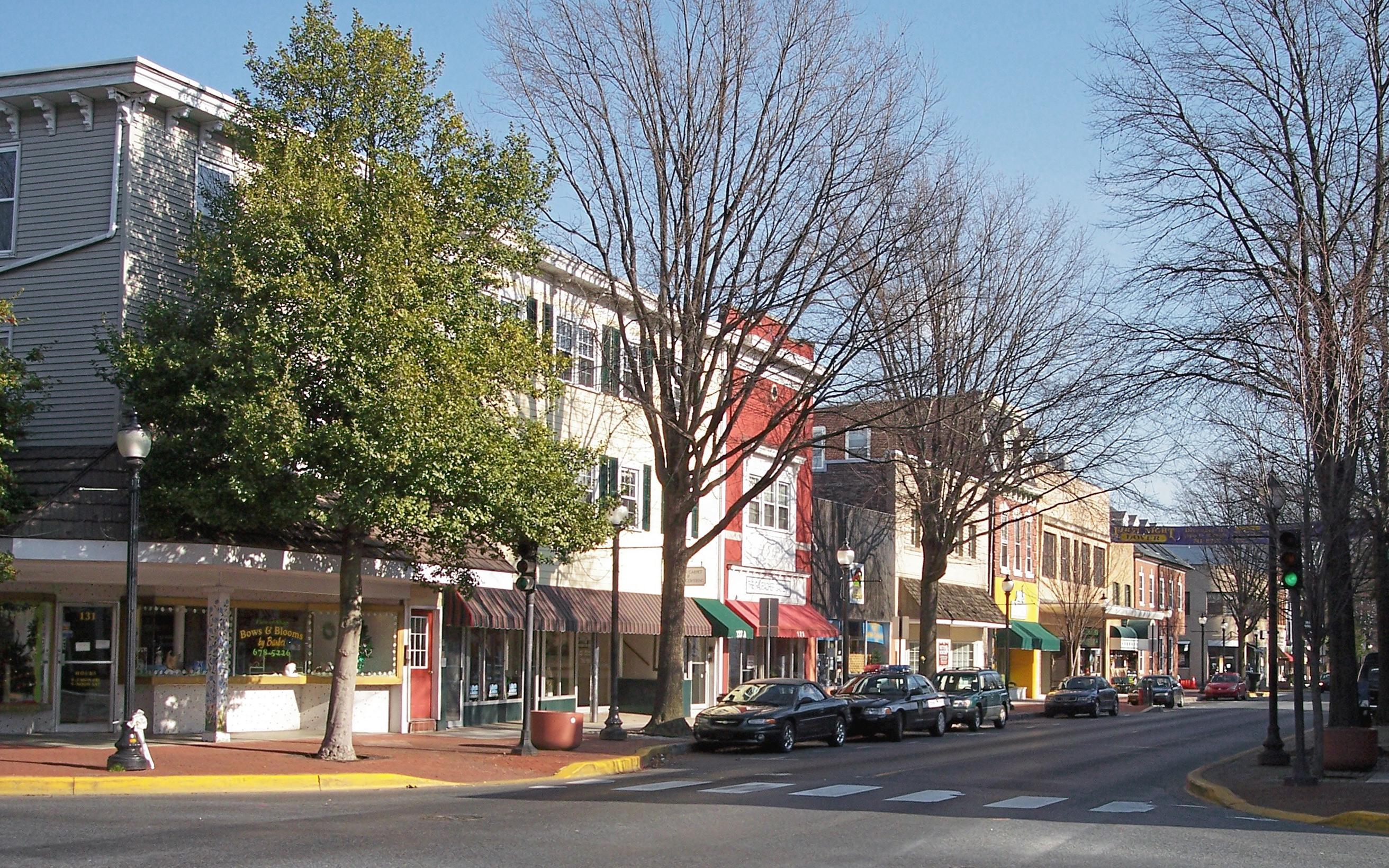
La capitale du Delaware, Dover.

L'État du Delaware compte 57 municipalités, dont 10 de plus de 5 000 habitants.
| Rang | Municipalité | Type | Comté            | Population (2010) | Population (2013) | Variation (2010-2013) |
| ---- | ------------ | ---- | ---------------- | ----------------- | ----------------- | --------------------- |
| 1    | Wilmington   | City | New Castle       | 70 851            | 71 525            | 1,0 %                 |
| 2    | Dover        | City | Kent             | 36 047            | 37 366            | 3,7 %                 |
| 3    | Newark       | City | New Castle       | 31 454            | 32 549            | 3,5 %                 |
| 4    | Middletown   | Town | New Castle       | 18 871            | 19 600            | 3,9 %                 |
| 5    | Smyrna       | Town | Kent, New Castle | 10 023            | 10 960            | 9,3 %                 |
| 6    | Milford      | City | Kent, Sussex     | 9 559             | 10 122            | 5,9 %                 |
| 7    | Seaford      | City | Sussex           | 6 928             | 7 325             | 5,7 %                 |
| 8    | Georgetown   | Town | Sussex           | 6 422             | 6 766             | 5,4 %                 |
| 9    | Elsmere      | Town | New Castle       | 6 131             | 6 164             | 0,5 %                 |
| 10   | New Castle   | City | New Castle       | 5 285             | 5 385             | 1,9 %                 |

## Démographie

### Population
| 1790   | 1800   | 1810   | 1820   | 1830   | 1840   |
| ------ | ------ | ------ | ------ | ------ | ------ |
| 59 096 | 64 273 | 72 674 | 72 749 | 76 748 | 78 085 |

| 1850   | 1860    | 1870    | 1880    | 1890    | 1900    |
| ------ | ------- | ------- | ------- | ------- | ------- |
| 91 532 | 112 216 | 125 015 | 146 608 | 168 493 | 184 735 |

| 1910    | 1920    | 1930    | 1940    | 1950    | 1960    |
| ------- | ------- | ------- | ------- | ------- | ------- |
| 202 322 | 223 003 | 238 380 | 266 505 | 318 085 | 446 292 |

| 1970    | 1980    | 1990    | 2000    | 2010    | - |
| ------- | ------- | ------- | ------- | ------- | - |
| 548 104 | 594 338 | 666 168 | 783 600 | 897 934 | - |

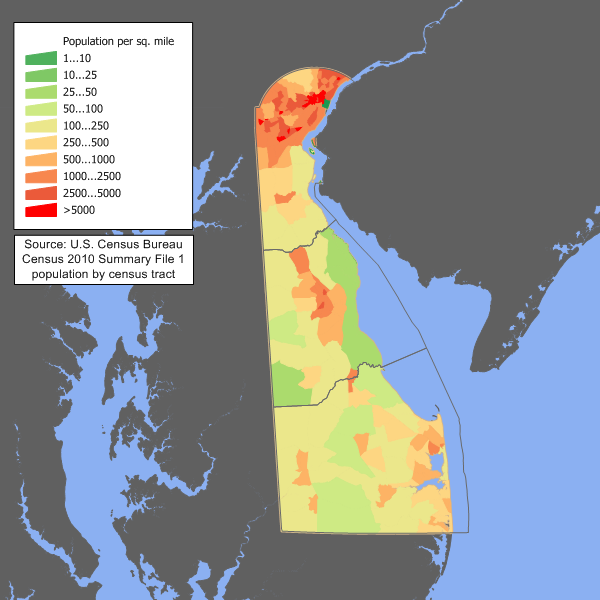
Densités de population en 2010 (en mille carré).

Le Bureau du recensement des États-Unis estime la population du Delaware à 973 764 habitants au 1er juillet 2019, soit une hausse de 8,44 % depuis le recensement des États-Unis de 2010 qui tablait la population à 897 934 habitants. Depuis 2010, l'État connaît la 17e croissance démographique la plus soutenue des États-Unis.
Avec 897 934 habitants en 2010, le Delaware était le 45e État le plus peuplé des États-Unis. Sa population comptait pour 0,29 % de la population du pays. Le centre démographique de l'État était localisé dans le sud-est du comté de New Castle.
Avec 177,91 hab./km2 en 2010, le Delaware était le 6e État le plus dense des États-Unis.
Le taux d'urbains était de 83,3 % et celui de ruraux de 16,7 %.
En 2010, le taux de natalité s'élevait à 12,7 ‰ (12,0 ‰ en 2012) et le taux de mortalité à 8,6 ‰ (8,6 ‰ en 2012). L'indice de fécondité était de 1,94 enfant par femme (1,85 en 2012). Le taux de mortalité infantile s'élevait à 7,7 ‰ (7,6 ‰ en 2012). La population était composée de 22,92 % de personnes de moins de 18 ans, 10,12 % de personnes entre 18 et 24 ans, 25,34 % de personnes entre 25 et 44 ans, 27,23 % de personnes entre 45 et 64 ans et 14,40 % de personnes de 65 ans et plus. L'âge médian était de 38,8 ans.
Entre 2010 et 2013, l'accroissement de la population (+ 27 813) était le résultat d'une part d'un solde naturel positif (+ 11 032) avec un excédent des naissances (36 651) sur les décès (25 619), et d'autre part d'un solde migratoire positif (+ 16 919) avec un excédent des flux migratoires internationaux (+ 7 717) et un excédent des flux migratoires intérieurs (+ 9 202).
Selon des estimations de 2013, 90,0 % des Delawariens étaient nés dans un État fédéré, dont 46,8 % dans l'État du Delaware et 43,3 % dans un autre État (24,8 % dans le Nord-Est, 13,3 % dans le Sud, 3,5 % dans le Midwest, 1,7 % dans l'Ouest), 1,7 % étaient nés dans un territoire non incorporé ou à l'étranger avec au moins un parent américain et 8,3 % étaient nés à l'étranger de parents étrangers (40,0 % en Amérique latine, 32,2 % en Asie, 14,8 % en Europe, 11,1 % en Afrique, 1,8 % en Amérique du Nord). Parmi ces derniers, 45,1 % étaient naturalisés américain et 54,9 % étaient étrangers,.
Selon des estimations de 2012 effectuées par le Pew Hispanic Center, l'État comptait 20 000 immigrés illégaux, soit 2,4 % de la population.

### Composition ethno-raciale et origines ancestrales
Selon le recensement des États-Unis de 2010, la population était composée de 68,89 % de Blancs, 21,36 % de Noirs, 3,18 % d'Asiatiques (1,27 % d'Indiens, 0,69 % de Chinois), 2,66 % de Métis, 0,47 % d'Amérindiens, 0,04 % d'Océaniens et 3,40 % de personnes n'entrant dans aucune de ces catégories.
Les Métis se décomposaient entre ceux revendiquant deux races (2,46 %), principalement blanche et noire (0,97 %), et ceux revendiquant trois races ou plus (0,20 %).
Les non-hispaniques représentaient 91,85 % de la population avec 65,34 % de Blancs, 20,80 % de Noirs, 3,15 % d'Asiatiques, 2,04 % de Métis, 0,31 % d'Amérindiens, 0,03 % d'Océaniens et 0,17 % de personnes n'entrant dans aucune de ces catégories, tandis que les Hispaniques comptaient pour 8,15 % de la population, principalement des personnes originaires du Mexique (3,37 %), de Porto Rico (2,51 %) et du Guatemala (0,58 %).
En 2010, l'État du Delaware avait la 8e plus forte proportion de Noirs des États-Unis.
|                                         | 1940  | 1950  | 1960  | 1970  | 1980  | 1990  | 2000  | 2010  |
| --------------------------------------- | ----- | ----- | ----- | ----- | ----- | ----- | ----- | ----- |
| Blancs                                  | 86,50 | 86,10 | 86,12 | 85,10 | 82,08 | 80,32 | 74,63 | 68,89 |
| ———Non hispaniques                      |       |       |       |       | 81,29 | 79,27 | 72,48 | 65,34 |
| Noirs                                   | 13,46 | 13,71 | 13,60 | 14,28 | 16,13 | 16,88 | 19,23 | 21,36 |
| ———Non hispaniques                      |       |       |       |       |       | 16,66 | 18,94 | 20,80 |
| Asiatiques (et Océaniens jusqu'en 1990) | 0,03  | 0,04  | 0,09  | 0,27  | 0,69  | 1,36  | 2,07  | 3,18  |
| ———Non hispaniques                      |       |       |       |       |       |       | 2,06  | 3,15  |
| Autres                                  | 0,01  | 0,15  | 0,19  | 0,35  | 1,10  | 1,44  | 4,07  | 6,57  |
| ———Non hispaniques                      |       |       |       |       |       |       | 1,76  | 2,56  |
| Hispaniques (toutes races confondues)   |       |       |       |       | 1,63  | 2,37  | 4,76  | 8,15  |

En 2013, le Bureau du recensement des États-Unis estime la part des non hispaniques à 91,3 %, dont 64,0 % de Blancs, 20,8 % de Noirs, 3,6 % d'Asiatiques et 2,3 % de Métis, et celle des Hispaniques à 8,7 %.
En 2000, les Delawariens s'identifiaient principalement comme étant d'origine irlandaise (16,6 %), allemande (14,3 %), anglaise (12,1 %), italienne (9,3 %), américaine (6,1 %) et polonaise (5,2 %).
L'État avait la 5e plus forte proportion de personnes d'origine irlandaise, la 7e plus forte proportion de personnes d'origine italienne, la 8e plus forte proportion de personnes d'origine polonaise ainsi que la 9e plus forte proportion de personnes d'origine anglaise.
L'État abrite la 28e communauté juive des États-Unis. Selon le North American Jewish Data Bank, l'État comptait 15 100 Juifs en 2013 (9 000 en 1971), soit 1,6 % de la population. Ils se concentraient essentiellement dans le comté de New Castle (11 900).
Les Amérindiens s'identifiaient principalement comme étant Nanticoques (12,3 %), Cherokees (9,4 %), Amérindiens du Mexique (6,4 %) et Lenapes (4,9 %).
Les Hispaniques étaient principalement originaires du Mexique (41,4 %), de Porto Rico (30,8 %) et du Guatemala (7,1 %). Composée à 43,5 % de Blancs, 7,6 % de Métis, 6,9 % de Noirs, 1,9 % d'Amérindiens, 0,3 % d'Asiatiques, 0,2 % d'Océaniens et 39,6 % de personnes n'entrant dans aucune de ces catégories, la population hispanique représentait 40,5 % des Océaniens, 32,5 % des Amérindiens, 23,4 % des Métis, 5,2 % des Blancs, 2,6 % des Noirs, 0,8 % des Asiatiques et 95,0 % des personnes n'entrant dans aucune de ces catégories.
L'État avait la 4e plus forte proportion de personnes originaires du Guatemala (0,58 %) et la 9e plus forte proportion de personnes originaires de Porto Rico (2,51 %).
Les Asiatiques s'identifiaient principalement comme étant Indiens (40,0 %), Chinois (21,6 %), Philippins (11,5 %), Coréens (8,9 %), Viêts (5,0 %) et Pakistanais (3,8 %).
L'État avait la 8e plus forte proportion d'Indiens (1,27 %) et la 9e plus forte proportion de Pakistanais (0,12 %).
Les Métis se décomposaient entre ceux revendiquant deux races (92,6 %), principalement blanche et noire (36,6 %), blanche et asiatique (13,3 %), blanche et autre (11,0 %), blanche et amérindienne (10,1 %), noire et amérindienne (7,3 %), noire et autre (5,1 %) et noire et asiatique (2,9 %), et ceux revendiquant trois races ou plus (7,4 %).

### Religions
| Religion                    | Delaware | États-Unis |
| --------------------------- | -------- | ---------- |
| Catholicisme                | 22       | 20,8       |
| Protestantisme traditionnel | 21       | 14,7       |
| Non-affiliés                | 18       | 15,8       |
| Protestantisme évangélique  | 15       | 25,4       |
| Églises afro-américaines    | 10       | 6,5        |
| Agnosticisme                | 3        | 4,0        |
| Judaïsme                    | 2        | 1,9        |
| Hindouisme                  | 2        | 0,7        |
| Athéisme                    | 2        | 3,1        |
| Autres                      | 5        | 7,1        |

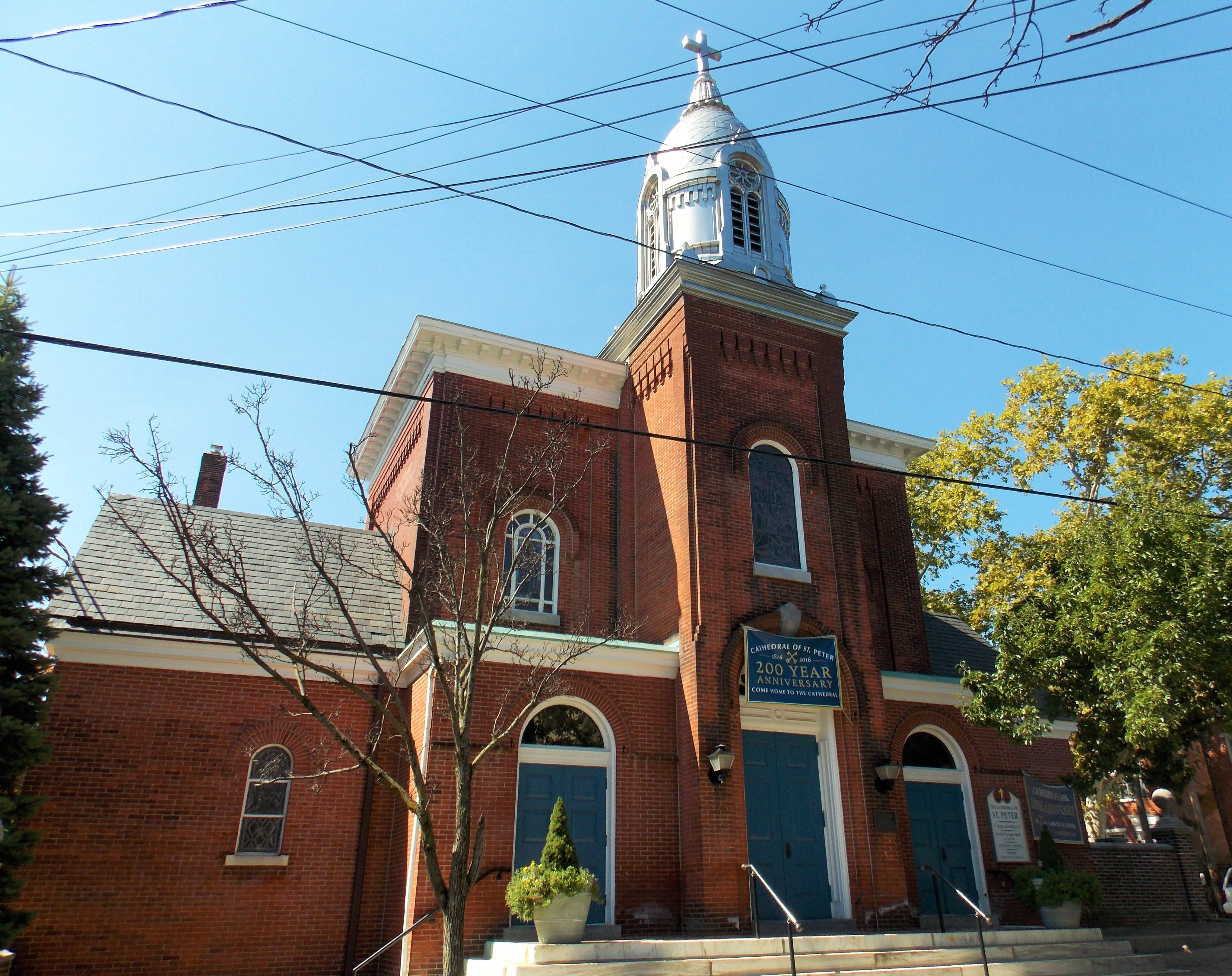
Cathédrale catholique Saint Peter à Wilmington.

Selon l'institut de sondage The Gallup Organization, en 2015, 36 % des habitants du Delaware se considèrent comme « très religieux » (40 % au niveau national), 30 % comme « modérément religieux » (29 % au niveau national) et 34 % comme « non religieux » (31 % au niveau national).

### Langues
Le Delaware n'a pas de langue officielle.
| Langue   | 1980    | 1990    | 2000    | 2010    | 2016    |
| -------- | ------- | ------- | ------- | ------- | ------- |
| Anglais  | 94,51 % | 93,15 % | 90,62 % | 88,42 % | 87,29 % |
| Espagnol | 1,42 %  | 2,48 %  | 4,74 %  | 6,60 %  | 6,86 %  |
| Italien  | 0,75 %  | 0,55 %  | 0,39 %  | 0,28 %  | 0,21 %  |
| Polonais | 0,68 %  | 0,45 %  | 0,28 %  | 0,14 %  | 0,09 %  |
| Allemand | 0,52 %  | 0,68 %  | 0,47 %  | 0,36 %  | 0,26 %  |
| Français | 0,42 %  | 0,58 %  | 0,54 %  | 0,42 %  | 0,36 %  |
| Chinoise | 0,15 %  | 0,26 %  | 0,44 %  | 0,55 %  | 0,85 %  |
| Autres   | 1,55 %  | 1,85 %  | 2,52 %  | 3,24 %  | 4,07 %  |

## Politique

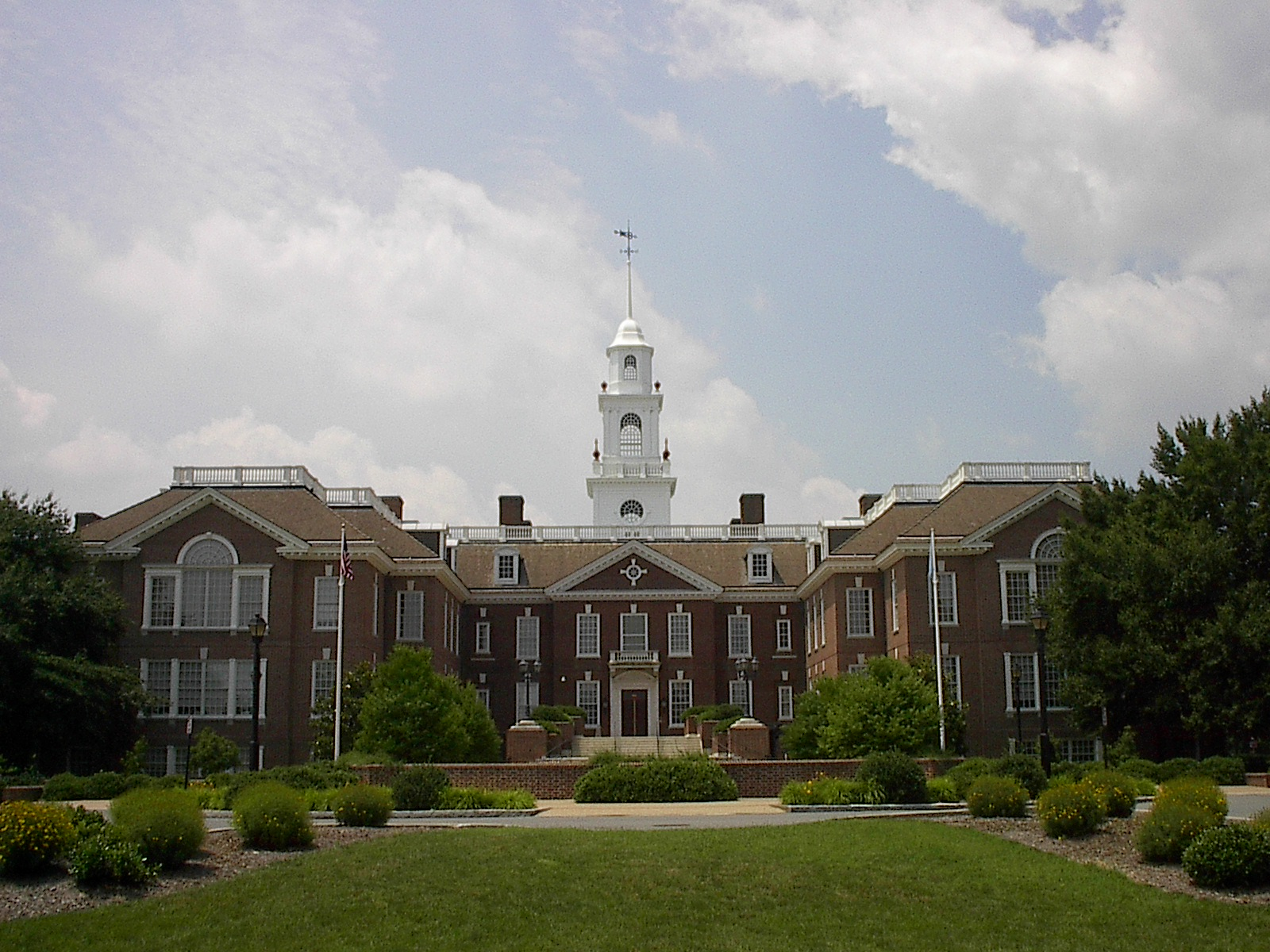
Le capitole du Delaware à Dover.

Le Delaware est aujourd'hui un État modéré et centriste qui penche plutôt vers les démocrates.

### Politique nationale
Dans la deuxième moitié du XXe siècle, le Delaware était considéré comme un swing state lors des élections présidentielles. Il vote ainsi pour le vainqueur de chaque élection de 1952 à 1996. Cependant, le virage conservateur des républicains des années 1990 a poussé les électeurs modérés de l'État vers le Parti démocrate. Depuis cette période, le comté de New Castle, le plus peuplé de l'État, est devenu un bastion démocrate. À l'opposé, le comté de Sussex, rural et conservateur, est devenu favorable aux républicains. Entre les deux, le comté de Kent est un comté compétitif, balançant entre démocrates et républicains.
Lors des élections présidentielles, le Delaware n'a plus voté pour un candidat républicain depuis 1988. Depuis 2000, l'État accorde entre 53 % et 62 % de ses suffrages au candidat démocrate, qui réalise ses meilleurs scores en 2008 et 2012, lorsque le sénateur Joe Biden est candidat à la vice-présidence.
Au niveau fédéral, depuis 2025, les deux sénateurs de l'État au Congrès des États-Unis sont les démocrates Christopher Coons et Lisa Blunt Rochester, alors que le député de l'unique circonscription du Delaware à la Chambre des représentants des États-Unis est la démocrate Sarah McBride.

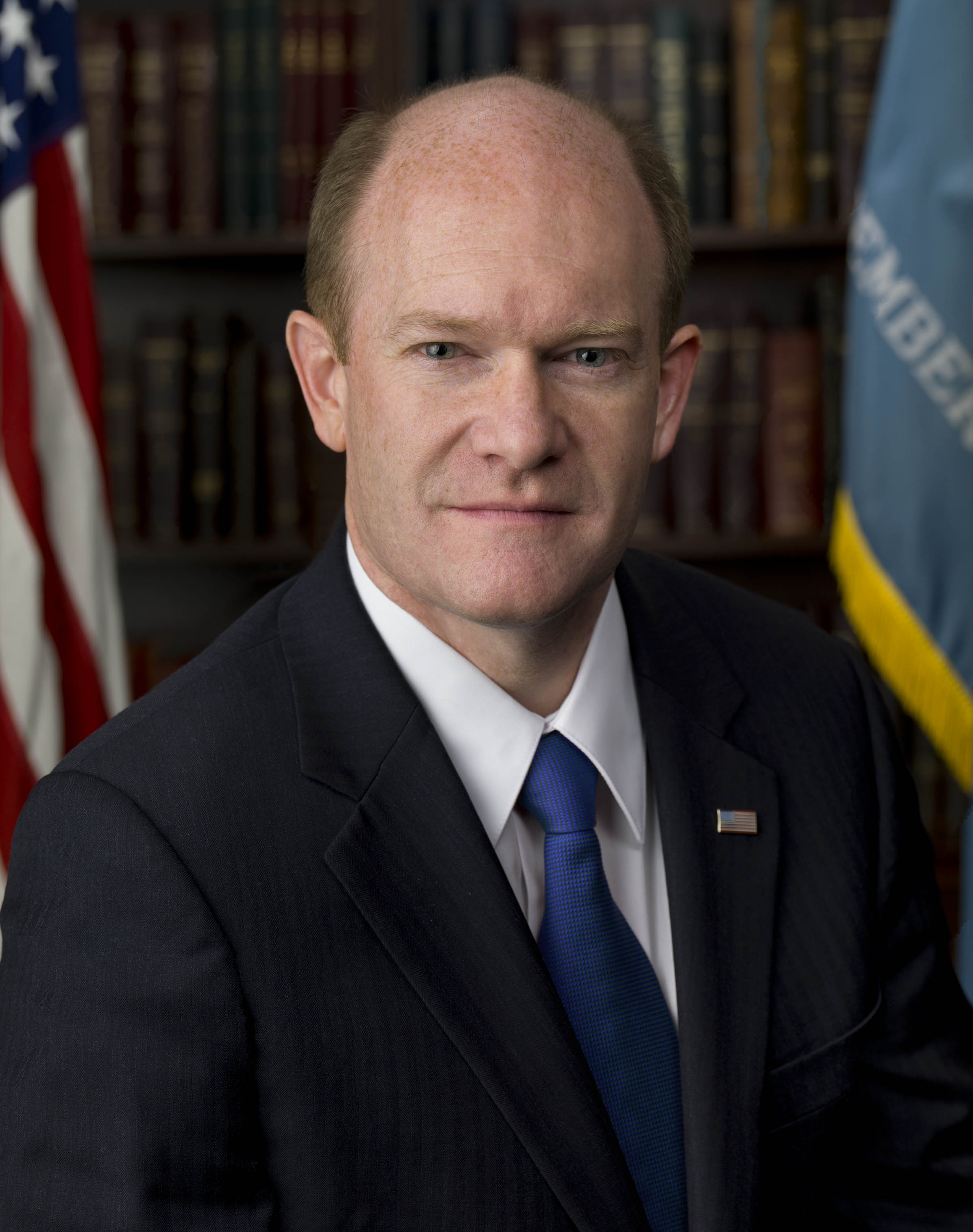
Christopher Coons, sénateur depuis 2010.
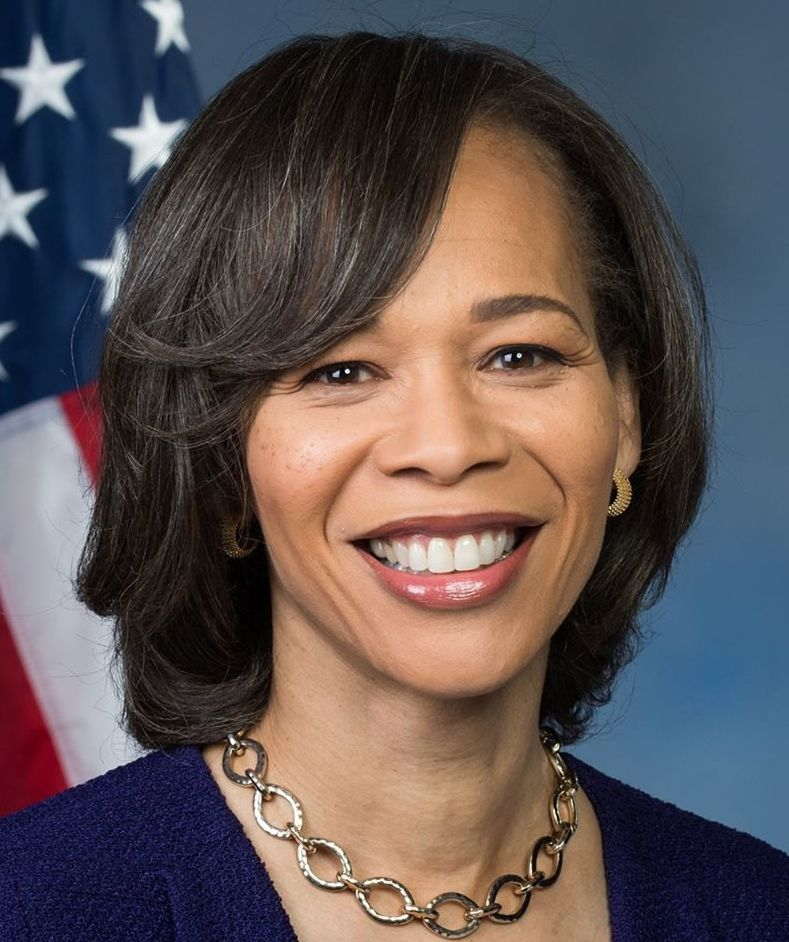
Lisa Blunt Rochester, sénatrice depuis 2025.
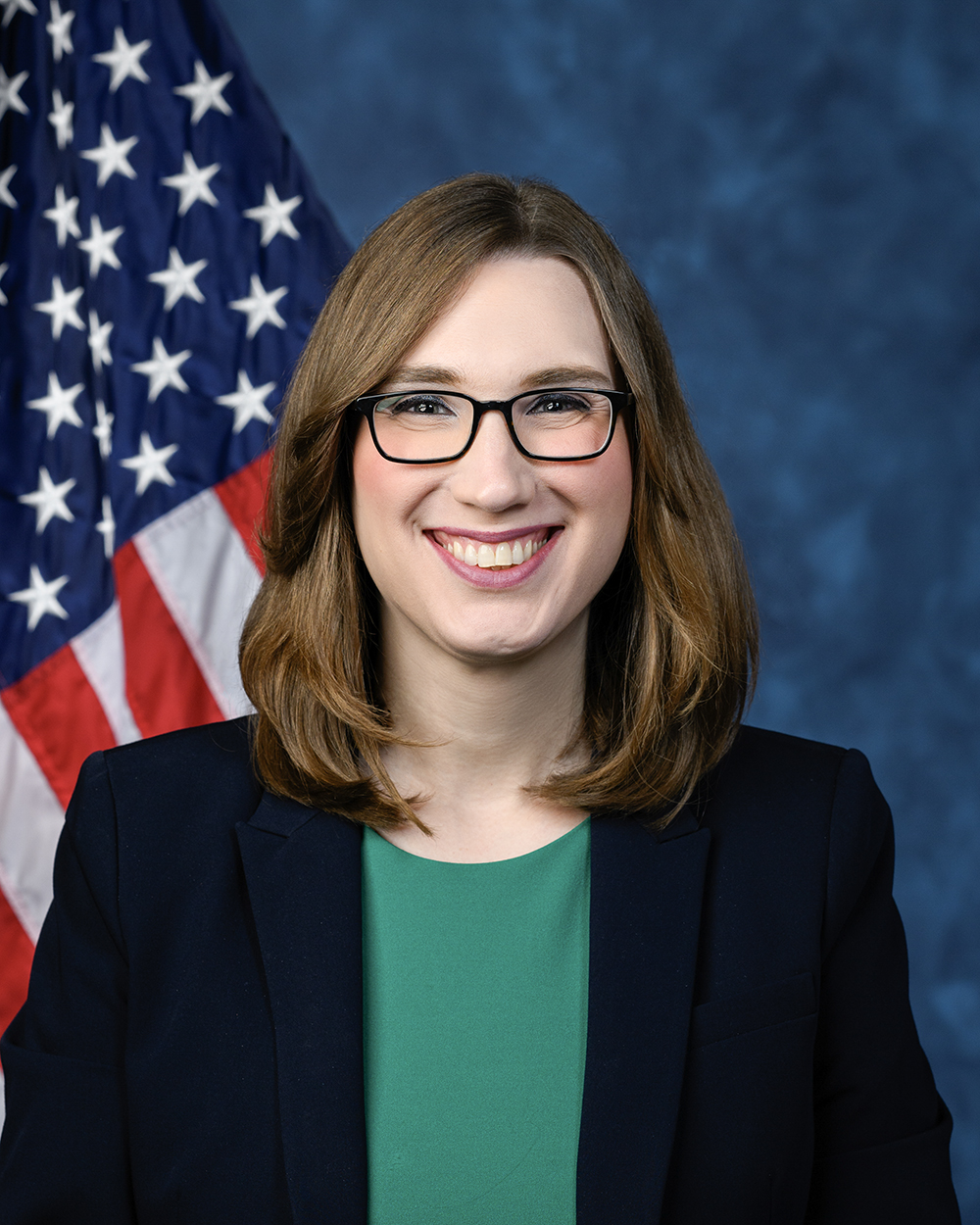
Sarah McBride, représentante depuis 2025.

### Politique locale

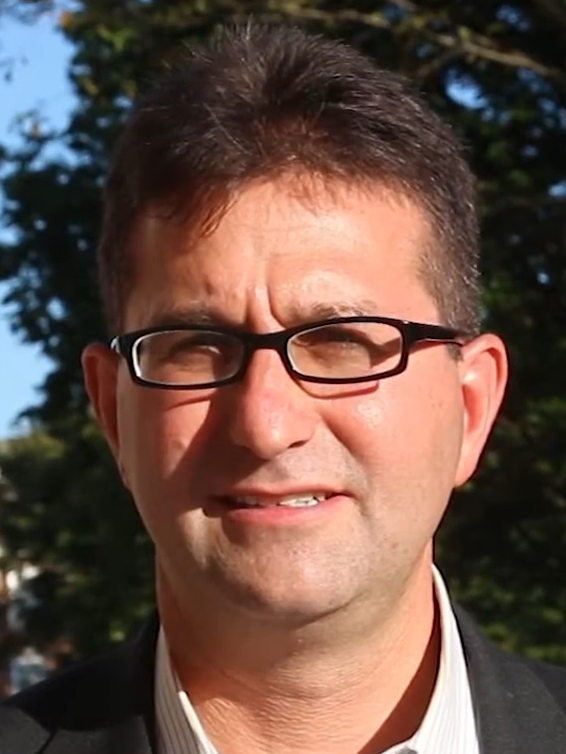
Matt Meyer, gouverneur depuis 2025.

L'actuelle constitution du Delaware date de 1897 et a souvent été amendée par la législature de l'État. Elle règle les questions relatives à l'organisation politique de l'État du Delaware.
D'après la constitution, le pouvoir exécutif est détenu par le gouverneur du Delaware. En 2017, le démocrate John C. Carney succède à un autre démocrate, Jack Markell.
L'Assemblée générale du Delaware est l'organe législatif du gouvernement du Delaware. Elle est composée d'une Chambre des représentants de 41 membres et d'un Sénat de 21 membres. À la suite des élections de novembre 2016 et d'une élection partielle de février 2017, le Parti démocrate contrôle le Sénat, avec une seule voix d'avance sur le Parti républicain, et dispose d'une large majorité à la Chambre des représentants.

## Économie

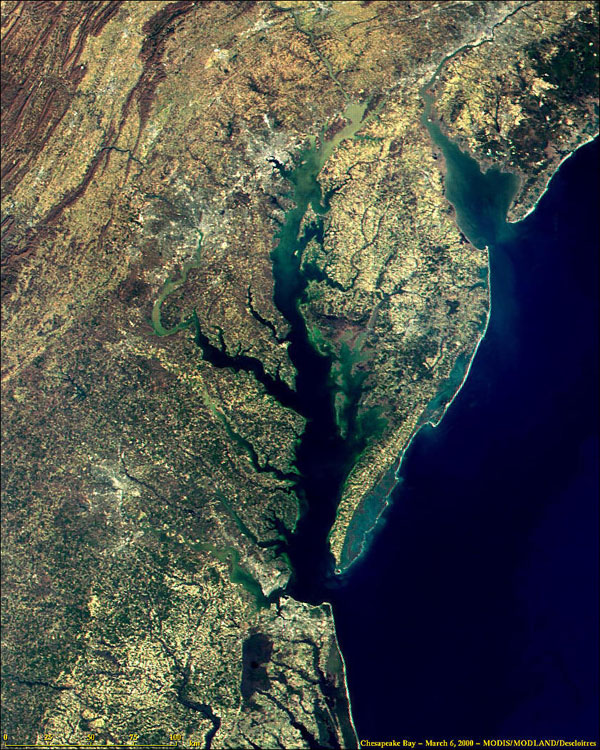
Image satellite de la baie du Delaware et de la Chesapeake.

Le Delaware est surtout connu à l'étranger pour être un paradis fiscal,. Le gouvernement local a revendiqué ce statut, affichant par le passé sur son site officiel : « Mieux que les îles Caïmans !» En 2009, l'OCDE publie sa liste noire des paradis fiscaux, dans laquelle le Delaware n'apparaît pas. À condition de n'avoir que des activités off-shore, c'est-à-dire hors des limites de l'État, une société ne subit qu'une taxation forfaitaire et minime (environ trois cents euros). Aucun prélèvement n’est effectué sur les revenus provenant de la propriété intellectuelle.
Aussi de nombreuses sociétés, y compris d'importantes multinationales, y ont leur siège. En 2016, l’État compte plus de sociétés (1,2 million) que d’habitants (950 000). Plus de 40 % des entreprises cotées à la Bourse de New York y sont domiciliées. 65,6 % des entreprises du Fortune 500, qui recense les plus grandes entreprises américaines par revenu, sont déclarées dans le Delaware, alors que seulement 2 y ont leur siège (soit 0,4 %).
Un seul immeuble du Delaware contient 300 000 boîtes aux lettres d'entreprises américaines dont Coca Cola, JPMorgan Chase, Apple, Google, ou Amazon. Ces entreprises n’y ont aucune activité ; seulement une adresse qui leur permet de réduire leurs impôts. De nombreuses sociétés écrans destinées à blanchir l’argent de la drogue, de la corruption et des armes sont également installées dans le Delaware. Le trafiquant d’armes Viktor Bout ou le baron de la drogue Joaquín Guzmán ont ainsi pu recourir aux banques américaines pour faire fructifier leurs activités.
Les résidents sont également peu taxés : l'impôt sur le revenu a six tranches, de 2,2 % à 5,95 %, il n'y a pas de TVA ni de taxes sur la consommation. La taxe sur le chiffre d'affaires (et non sur le bénéfice) varie de 0,096 % à 1,92 %. Chaque comté et chaque ville lèvent leurs propres taxes foncières en vue de financer le système éducatif.

## Agriculture
L'agriculture dans l'État du Delaware est surtout représentée par l'élevage de volailles (ratio de deux cents volailles par habitant). Les productions de soja, de lait et de maïs sont également présentes.

## Culture

### Gastronomie

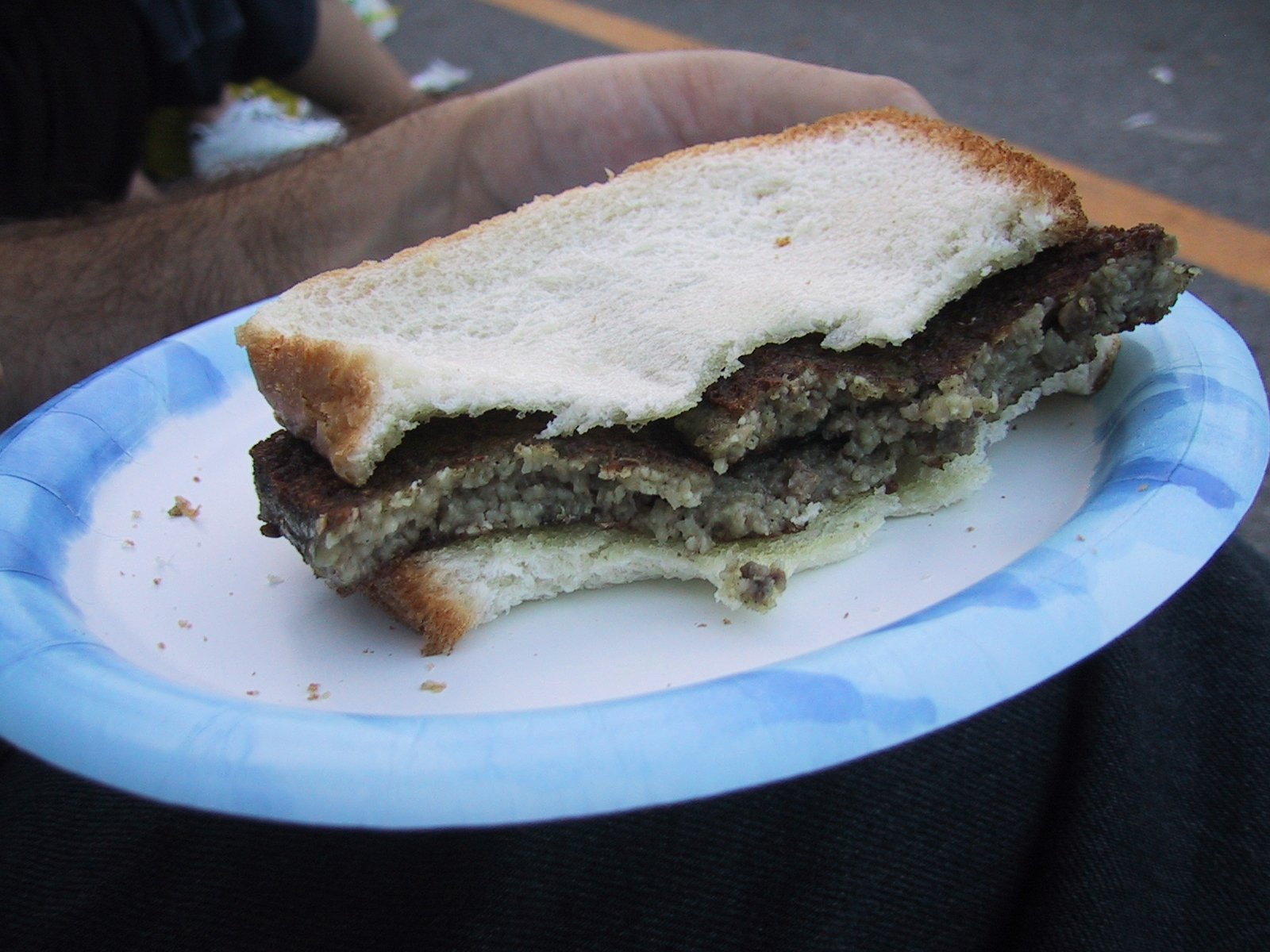
Le scrapple est typique du Delaware.

Les éléments les plus représentatifs de la gastronomie du Delaware sont,, :
- les Bobbies de chez Capriotti's
- les Frite de chez Thrashers
- le crabe bleu
- les nic-o-boli de Nicola Pizza
- le goulasch
- les salt water taffy de chez Dolles
- le poulet
- les slippery dumplings
- les pêches
- les scrapple
- le beurre de pomme et le beurre de citron
- les fèves de Lima
- le macaroni au fromage
- la pastèque
- le cream chipped beef
- le rat musqué
- la crème glacée fraîche de la ferme
- les beignes au cidre de pomme

## Sport
- Central Delaware SA Future (WPSL)
- Blue Coats du Delaware (NBA G League)
- Delaware Black Foxes (USARL)
- Delaware Dynasty (PDL)
- Delaware Griffins (WPFL)
- Smash du Delaware (WTT)
- Delaware Stars (USBL)
- Delaware Wings (ASL)
- Delaware Wizards (USISL)
- First State Fusion (ABA)
- Wilmington Blue Rocks (Interstate)
- Wilmington Blue Rocks (Carolina League)
- Wilmington Bombers (ABL)
- Wilmington Chicks (Tri-State)
- Diamond State Roller Girls (WFTDA)
- Southern Delaware Rollergirls (WFTDA)
- Wilmington Clippers (AA)
- Wilmington Clippers (ACFL)
- Wilmington Comets (NAFL)[52]